# Uncifera
Uncifera là một chi phong lan trong họ Orchidaceae.